# 松帆神社
松帆神社（まつほじんじゃ）は、兵庫県淡路市久留麻にある神社である。

## 祭神
主祭神
- 八幡大神 （第十五代天皇応神天皇・誉田別名）

相殿
- 仲哀天皇（第十四代天皇）
- 神功皇后（仲哀天皇の皇后）

## 概要
兵庫県淡路島北東部大阪湾の海沿いに鎮座する神社である。神社の創建は約700年前の応永6年（1339年）と古く、神社の位置する東浦地域一帯と山間部の小田地区の氏神として地域の人々の崇敬を集めている。
鎌倉時代の武将楠木正成の家臣である吉川弥六が、湊川の戦いにおいて主君から八幡大神の神璽を託され、海路で淡路島に落ち延びた際に、山中に祠を建て八幡大神を祀ったものが神社の創建の由来とされる。その後この祠は、厄除け・祈願成就の御神徳顕著なることが評判となり応永6年（1339年）に来馬庄（現在の社地）に遷され、村々鎮守の「八幡宮」となった。明治14年（1881年）に神社の周囲の浜辺が「松帆の浦」と呼ばれていたことから「松帆神社」と改称し、現在に至る。

## 境内
現在の松帆神社の社殿は、平成7年（1995年）の阪神・淡路大震災によって大きな被害を受け、神社参道の鳥居も大破した。神社修繕の際には氏子、氏子町内会をはじめ地元の名士や企業によって多額の寄付が行われ神社の再建を後押しした。（その他にも同じ東浦地域の仮屋地区にある事代主神社も地震により本殿が大破、鳥居も損壊したがこの際にも地元の人々による多数の寄付が寄せられた。現在も事代主神社の境内には当時の、プレハブの社務所が置かれ神社再建を記念し、当時の氏子総代の氏名と復興までの経緯を示した石碑が設置されている。）

## 文化財

### 重要美術品
名刀菊一文字
松帆神社の社宝、は、承元時代（1207 - 1211年・鎌倉時代初期）作の古刀である。
後鳥羽天皇（後の後鳥羽上皇）の命により全国の名刀工が鍛刀した際に筆頭御番鍛冶であった備前福岡一文字派の祖である則宗の作とみられている。
「八幡宮に名刀あり」との噂や口伝はあったものの所在不明の状態が長らく続いていたが、昭和8年（1933年）に偶然、神社本殿の内陣で発見された。昭和10年（1935年）には当時の文部省による鑑定の結果、同年10月20日付で国の重要美術品に認定された。その後、太平洋戦争の終戦直後の連合国軍（GHQ）による占領政策によって菊一文字は流出の危機を迎えたが、当時の松帆神社宮司の尽力によって辛くも社宝の流出という危機は免れた。

## 祭祀

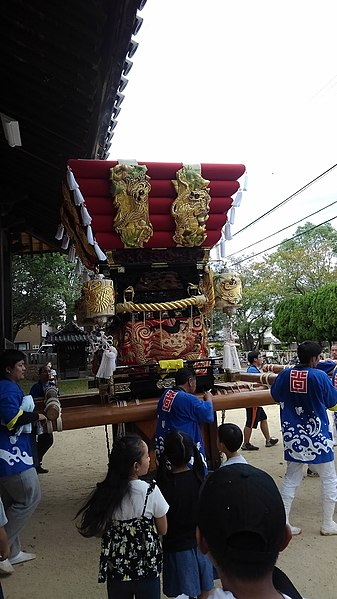
宮入りを終えた谷町内会のふとん太鼓

### 秋季例大祭
松帆神社で最大の規模で行われている祭祀は毎年10月の第一日曜日に執り行われる秋季例大祭である。
宵宮
例大祭前日には神社にて祭具の用意が行われる他、神社氏子地区である東浦の仮屋地区においては淡路島のふとん太鼓が各町内会から1 - 数台、夜7時ごろに提灯を付けて各地区を練り歩く。
本宮
例大祭当日の午前10時から16時までは神社本殿すぐ近くにある宝物殿において社宝である名刀・菊一文字が拝観出来る。菊一文字の実物は例大祭当日以外は非公開となっているため実物を見るために遠方からも多くの人々が訪れる。近年においてはインターネットやSNSの普及、日本刀を二次元のキャラクターに擬人化させたオンラインゲーム「刀剣乱舞」などによる空前の日本刀ブームによって若い世代、特に女性の拝観者が増加傾向にある。
13時頃からは各氏子町内会から集まったふとん太鼓による奉納宮入りが行われる。この宮入りは、時には神社参道を通って国道28号まで出て練りこみを行う事もある。普段は静かな神社境内もこの時ばかりは熱気に包まれる。
14時頃からは神社境内において各町内会氏子総代をはじめとした面々から餅撒きが行われる。餅撒き終了後の15時頃からは、初老（数え42歳の大厄）と還暦（数え61歳の厄年）を迎えた男性達によって、神輿渡御が執り行われ例大祭は終了する。

### その他
- 令和元年（2019年）5月1日には、「天皇陛下御即位奉祝祭」並びに5月8日には天皇陛下御即位（践祚）に伴い元号が「平成」から「令和」に改まった事を、祭神の八幡大神に奉告する践祚改元奉告祭がそれぞれ行われた。
- 10月6日には、第126代天皇の御即位奉祝並びに、神社創建620周年を迎えるにあたり、「天皇陛下御即位奉祝・神社創建620周年記念大祭」が執り行われた。

## 氏子各地区
主に旧東浦町（一部旧淡路町含む）の各地区の町内会で構成される。
久留麻
畠田在・畠田浜・森・北森・中森・南森・柿原・横山・引野・城原・大北・中北・高塚
仮屋
戎ノ丁・藪ノ丁・中ノ丁・相ノ丁・南ノ丁
谷
谷
下田
下田
浦
絵堂・宮前・馬場・奥・小田・山田原・中浜・平松・井上浜・井上空
大磯
大磯
楠本
楠本西・楠本中・楠本東・谷山・別所（一部南鵜崎含む）
白山・河内・中持
小田
小田太田・小田本村・小田奥・小田霊仙